# Stenoleon copleyensis
Stenoleon copleyensis is een insect uit de familie van de mierenleeuwen (Myrmeleontidae), die tot de orde netvleugeligen (Neuroptera) behoort. 
Stenoleon copleyensis is voor het eerst wetenschappelijk beschreven door New in 1985.